# Хргович, Шимун
Ши́мун Хрго́вич (хорв. Šimun Hrgović; род. 20 марта 2004, Вуковар) — хорватский футболист, защитник клуба «Хайдук» (Сплит).

## Клубная карьера
Хргович — воспитанник клубов «Раднички Вуковар», «Цибалия» и «Хайдук». В 2023 году он был включён в заявку основной команды на сезон. В том же году Шимун на правах выступал за «Солин» в Первой лиге Хорватии. ПО окончании аренды игрок вернулся в «Хайдук». 12 ноября 2023 года в матче против «Вараждина» он дебютировал в чемпионате Хорватии.